# Homefront (Star Trek: Deep Space Nine)
"Homefront" és l’onzè episodi de la quarta temporada de la sèrie de televisió de ciència-ficció estatunidenca Star Trek: Deep Space Nine, el 83è de tota la sèrie. Originalment es van emetre en redifusió a partir de l’1 de gener de 1996. És la primera part d'un episodi de dues parts, continuat pel següent episodi, "Paradise Lost". L'episodi va ser dirigit per David Livingston,i va ser escrit per Ira Steven Behr i Robert Hewitt Wolfe.
Ambientada al segle XXIV, la sèrie segueix les aventures a Espai Profund 9, una estació espacial situada prop d'un forat de cuc estable entre els Quadrants Alfa i Gamma de la Via Làctia, prop del planeta Bajor, mentre els bajorans es recuperen d'una brutal ocupació de dècades pels imperialistes cardassians. El Quadrant Gamma acull un imperi hostil conegut com el Domini, governat pels Fundadors que canvien de forma. En aquest episodi, el capità d’Espai Profund 9 Benjamin Sisko és portat a la Terra per ajudar l'almirall Leyton amb la seguretat planetària després que un atac terrorista al planeta sigui aparentment perpetrat per canviants; mentre és allà, visita el seu pare, que regenta un restaurant a Nova Orleans.

## Argument
Quan 27 persones moren en una conferència diplomàtica que se celebra a Anvers a la Terra, i les proves impliquen els canviants, el capità Sisko viatja a la Terra per investigar el que sembla una nova i agosarada ofensiva del Domini que podria ser un preludi d'una guerra. L'acompanya l'oficial de seguretat Odo, un canviant que s'oposa al Domini. Sisko també porta el seu fill Jake, aprofitant l'oportunitat per visitar el seu pare, un restaurador de Nova Orleans. A causa de l'experiència de Sisko tractant amb canviants, el vicealmirall Leyton el posa al càrrec de la seguretat planetària; junts persuadeixen el president de la Federació perquè introdueixi noves mesures de seguretat a la Terra, amb l'esperança d'estar preparats si els canviants ataquen de nou. Mentrestant, l'amic de Jake Nog, un cadet de l'Acadèmia de la Flota Estel·lar, demana al capità Sisko que l'ajudi a convertir-se en membre de l'Esquadró Vermell, un grup d'elit i selectiu de cadets.
Amb l'amenaça del Domini sempre amatent, la paranoia comença a créixer, sobretot després que Odo enxampi un canviant fent-se passar per Leyton. Fins i tot Sisko sospita momentàniament que el seu propi pare és un canviant quan aquest no està disposat a sotmetre's a una anàlisi de sang. A mesura que els assumptes s'escalfen, tot el poder de la Terra queda anul·lat, i es creu que la causa n'és el sabotatge. Sisko i Leyton decideixen preparar la Terra per a la guerra i convencen el president perquè declari l'estat d'emergència a la Terra. Quan acaba l'episodi, Jake i el seu avi veuen com personal de seguretat armat de la Flota Estel·lar comença a patrullar els carrers de Nova Orleans.

## Actors convidats
- Aron Eisenberg - Nog
- Brock Peters - Joseph Sisko
- Susan Gibney - Benteen[3]
- Robert Foxworth - Leyton

## Resposta de la crítica
El 2016, The Hollywood Reporter va qualificar l'episodi de dues parts format per "Homefront" i "Paradise Lost" com el 22è millor episodi de Star Trek en general, lloant com l'episodi "posa en relleu discretament la magnitud del perill al qual s'enfronta la humanitat" i l'elecció de Brock Peters com a Joseph Sisko.
El 2017, Business Insider va classificar "Homefront" com un dels episodis més infravalorats de la franquícia Star Trek en aquell moment. Elogien l'episodi per examinar la rapidesa amb què la paranoia pot augmentar quan la por a un enemic s'apodera de la realitat.
El 2017, ScreenRant va classificar aquest episodi juntament amb "Paradise Lost" com el dotzè episodi més fosc de la franquícia Star Trek.
El 2018, CBR va classificar "Homefront", juntament amb el següent episodi "Paradise Lost", com la 16a millor història amb diversos episodis de Star Trek.
El 2020, io9 va classificar aquest i "Paradise Lost" com a episodis "imprescindibles" de la sèrie, descrivint la trama com un "dilema moral fosc".